# Raúl Hestnes Ferreira

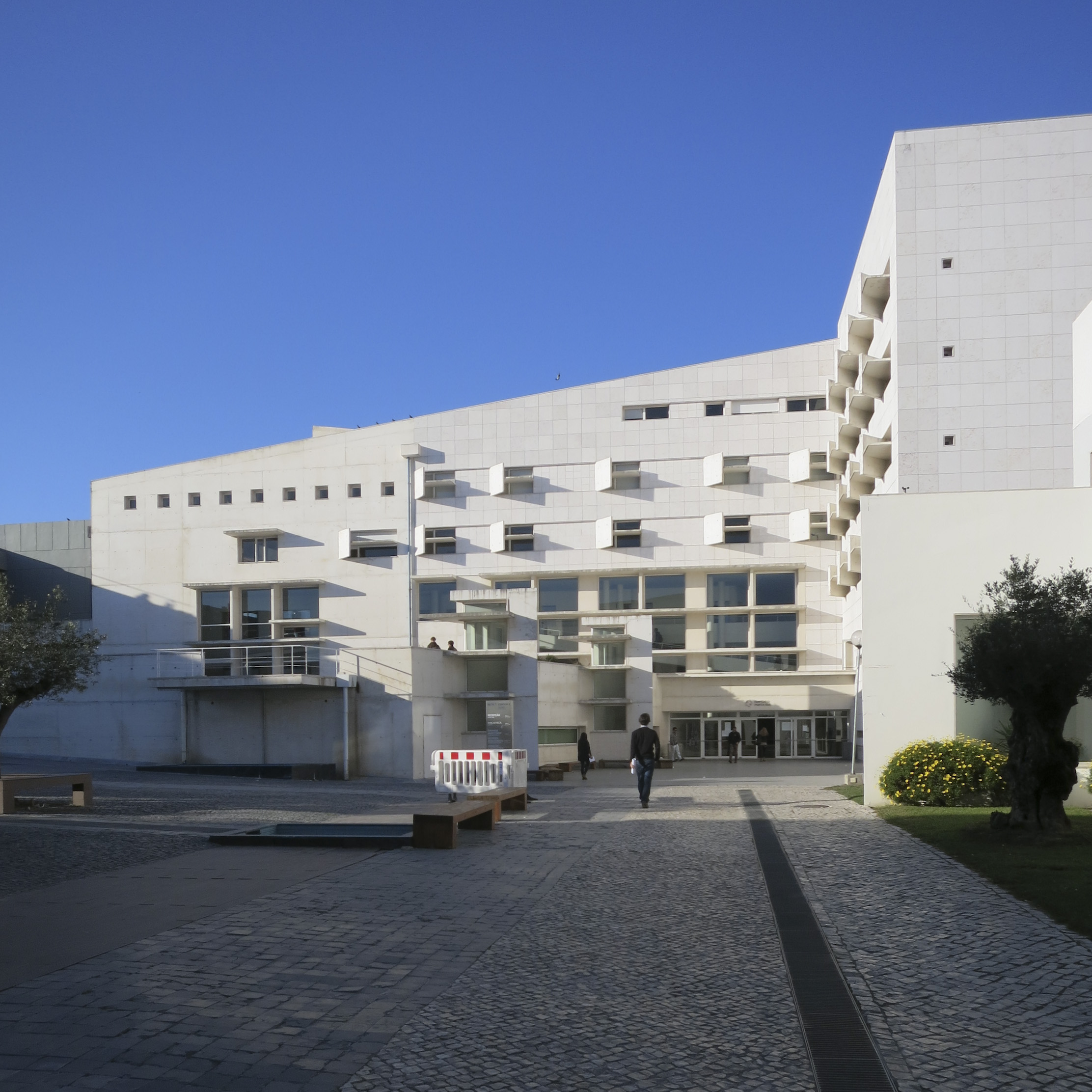
ISCTE-Instituto Universitário de Lisboa

Raúl Hestnes Ferreira (* 24. November 1931 in Lissabon; † 11. Februar 2018 ebenda) war ein portugiesischer Architekt.

## Leben
Raúl Hestnes Ferreira war der Sohn des Schriftstellers José Gomes Ferreira. Durch einen familiären Kontakt zu Francisco Keil do Amaral kam er zur Architektur und studierte an der Escola Superior de Belas Artes do Porto und der Escola Superior de Belas-Artes de Lisboa. Nach seinem Abschluss 1961 studierte er mit einem Stipendium der Gulbenkian-Stiftung an der Yale University, University of Pennsylvania und der Helsinki School. In Philadelphia arbeitete er 1961 bis 1963 für Louis Kahn.
Neben seiner Architektentätigkeit lehrte an der Architekturabteilung von ESBAL (1970–1972), am Architekturkurs der Arquitetura da Cooperativa Árvore do Porto (1986–1988) und war von 1991 bis 2003 ordentlicher Professor an der Fakultät für Architektur der Fakultät für Wissenschaft und Technologie der Universität Coimbra sowie an der ISCTE von 2001 bis 2003. Seit 2010 bis zu seinem Tod lehrte er als Professor am Institut für Architektur der Universidade Lusófona.
Für seinen Entwurf des ISCTE-Gebäudes der ISCTE – Instituto Universitário de Lisboa in Lissabon erhielt er 2002 den Prémio Valmor de Arquitetura. Er war Ehrenmitglied des Ordem dos Arquitectos.
Er war der Vater des Schauspielers  Pedro Hestnes (1962–2011).

## Bauten und Projekte (Auswahl)
- Sekundarschule von Benfica (benannt nach seinem Vater, José Gomes Ferreira)
- Fakultät für Pharmazie der Universität von Lissabon
- ISCTE in Lissabon
- Kulturhaus von Beja
- Bibliothek von Marvila in Lissabon
- Wohnhaus in Albarraque
- Wohnbebauungen des Viertel Fonseca und Calçada in Alvalade in Lissabon
- Opéra Bastille in Paris (Finalist im Wettbewerb)

## Auszeichnungen und Ehrungen (Auswahl)
- Staatspreis für Architektur und Stadtplanung (Prémio Nacional de Arquitectura e Urbanismo)
- Nationaler Preis für Architektur und Urbanismus von 1982, der portugiesischen Sektion der Internationalen Vereinigung der Kunstkritiker (Associação Internacional de Críticos de Arte)
- Staatspreis für Architektur der alten Vereinigung von Architekten (Prémio Nacional de Arquitetura da antiga associação de arquitetos)
- Valmor-Preis (Prémio Valmor de Arquitetura)
- Ehrendoktorwürde der Universität Coimbra